# Robert Barron
Robert Emmet Barron (Chicago, 19 de noviembre de 1959) es un prelado estadounidense de la Iglesia católica que se ha desempeñado como obispo de la Diócesis de Winona-Rochester desde 2022. Es el fundador de la organización ministerial católica Word on Fire, y fue el presentador de Catholicism, una serie de televisión documental sobre el catolicismo que se emitió en PBS. Se desempeñó como rector en el Seminario Mundelein de 2012 a 2015 y como obispo auxiliar para la Arquidiócesis de Los Ángeles desde 2015 hasta 2022.

## Biografía

### Orígenes y familia
Robert Barron nació el 19 de noviembre de 1959 en Chicago. Su niñez transcurrió primero en Detroit y luego en un suburbio de Chicago. Su madre era ama de casa, y su padre —muerto en 1987— era gerente de ventas de una empresa de alimentos. Barron tiene una hermana y un hermano, John Barron, quien ocupa un cargo directivo en un importante grupo editorial.

### Estudios y sacerdocio
La decisión de convertirse en sacerdote católico surgió cuando Barron tuvo contacto con la obra de Tomás de Aquino en el primer año de la escuela secundaria, donde se graduaría en 1978:

Mi interés en el sacerdocio despertó en un día de primavera de 1974 en la Secundaria Fenwick, en los suburbios de Chicago. Un joven hermano dominico nos presentó el argumento de Tomás de Aquino acerca de la existencia de Dios en la clase de religión de mi primer año de secundaria. No estoy muy seguro el por qué, pero esa clase encendió un fuego en mí. Me convencí de la existencia de Dios en una manera en la que nunca antes estuve, y quise conocer más acerca de filosofía y teología.

Barron fue ordenado sacerdote el 24 de mayo de 1986. En el mismo año, obtuvo una licenciatura en Sagrada Teología de la Universidad de Santa María del Lago. 
Barron obtuvo un doctorado en Sagrada Teología del Instituto Católico de París y un máster en Filosofía en la Universidad Católica de América, donde había obtenido la beca Basselin de filosofía y oratoria. Su trabajo de máster fue La producción y el animal político en los escritos de Karl Marx, y su tesis doctoral, La creación como discipulado: un estudio del De potentia de Tomás de Aquino a la luz del Dogmatik de Paul Tillich, que sería publicada en 1993 por Mellen Press.
Tras su ordenación sacerdotal, sirvió como coadjutor en la parroquia St. Paul of the Cross en Park Ridge, en los suburbios de Chicago, desde 1986 hasta 1989. En 1992, ocupó el cargo de jefe del departamento de Teología Dogmática en la Universidad de Santa María del Lago (Mundelein, Illinois), donde asumiría la cátedra titular de fe y cultura Cardenal Francis George. Asimismo, fue profesor invitado en la Universidad de Notre Dame (Indiana) en 2002 y en la Universidad Pontificia de Santo Tomás de Aquino (Roma) en 2007. También ha enseñado en el Pontificio Colegio Norteamericano (2007-10).
En 2012, Barron fue designado rector del Seminario de la Universidad de Santa María del Lago. Desarrolló esta tarea hasta ser elegido en julio de 2015 obispo auxiliar de Los Ángeles. Su ordenación episcopal sería el 8 de septiembre de 2015, en la Catedral de Nuestra Señora de los Ángeles, de manos de su titular José Horacio Gómez. En noviembre de 2016, monseñor Barron fue elegido presidente de la Comisión de Evangelización y Catecismo de la Conferencia de los Obispos Católicos de los Estados Unidos.
Además de su inglés natal, Barron habla latín, español, italiano y francés.

## Presencia mediática
Barron dirige un ministerio multimedia llamado Word on Fire, que fundó en el año 2000, y se dedica a la evangelización mediante medios multimedia. Afirma que:

Pensé que si Pedro y Pablo hubiesen tenido Internet, lo habrían utilizado. Si quieres llevar el Evangelio a todas partes, debes usar todos los medios a tu disposición.

Barron utiliza esta organización para, entre otras cosas, grabar vídeos de YouTube explicando cuestiones de la fe católica o comentando desde una perspectiva católica temas de la actualidad. Los programas de Word on Fire también han sido emitidos en cadenas como EWTN, Yelecare o Relevant Radio. Además, en su página web hay reflexiones diarias, blogs y homilías o debates en podcast. El cardenal Francis George definió a Barron como "uno de los mejores mensajeros de la Iglesia". 
Desde octubre de 2010, Barron conduce un programa televisivo semanal llamado Word on Fire with Father Barron en la cadena de televisión WGN America. Esto convierte a Barron en el primer clérigo católico en tener un programa de televisión en una cadena comercial de manera regular en los Estados Unidos desde los tiempos del arzobispo Fulton Sheen.
En julio de 2005, Barron publicó un DVD titulado Untold Blessings: The Three Paths of Holiness; en 2006, Conversion to Christ; en 2007, Faith Clips, Seven Deadly Sins, Seven Lively Virtues; y en 2009, Eucharist. 
Otros de los trabajos de su plataforma Word on Fire son un documental de 10 episodios llamado Catholicism (Catolicismo), filmado en 16 países y que fue lanzado en 2011. Como continuación de esa misma serie, creó Catholicism: The New Evangelization (Catolicismo: la nueva Evangelización), y también Catholicism: The Pivotal Players (Catolicismo: los jugadores fundamentales), que fue lanzado en 2014.
Barron es un comentarista frecuente en temas de fe y cultura para el The Chicago Tribune, NBC Nightly News, Fox News Channel, Our Sunday Visitor, el Catholic Herald inglés y The Catholic New World. Sus disertaciones también pueden verse son distribuidas en YouTube y por la agencia Lighthouse Catholic Media.
Barron también dirige un programa radiofónico semanal, llamado como su plataforma Word on Fire, que es emitido por Relevant Radio.

## Distinciones

### Órdenes
- Orden del Santo Sepulcro

### Títulos
- 2017: Doctor honoris causa en Divinidad, Saint Anselm College
- 2016: Doctor honoris causa en Sagrada Teología, Dominican House of Studies
- 2013: Doctor honoris causa en Educación religiosa, Providence College
- 2012: Doctor honoris causa en Humanidades, Lewis University

### Premios[7]
- 2015: Fisher's Net Award for Best Overall and for Best Social Media Presence
- 2012: Premio 'Christ Brings Hope Award' de Relevant Radio
- 2003: Premio de la Catholic Press Association por su libro: The Strangest Way: Walking the Christian Path.
- 1998: Premio periodístico al Mejor Artículo en la categoría de Clérrigos y religiosos, de la Catholic Press Association, por su artículo: "The Uncanny God"
- 1997: Premio de la Catholic Press Association por su libro: Thomas Aquinas: Spiritual Master
- 1995: Premio periodístico al Mejor Artículo profesional y especializado, de la Catholic Press Association por su artículo: "Priest as Bearer of the Mystery"

## Libros
- Letter to a Suffering Church, 2019
- Catholicism, 2011
- Eucharist, 2008
- Word on Fire: Proclaiming the Power of Christ, 2008
- The Priority of Christ: Toward a Post-Liberal Catholicism, 2007
- Bridging the Great Divide: Musings of a Post-Liberal, Post-Conservative, Evangelical Catholic, 2004
- The Strangest Way: Walking the Christian Path, 2002
- Heaven in Stone and Glass, 2000
- And Now I See: A Theology of Transformation, 1998
- Thomas Aquinas: Spiritual Master, 1996
- A Study of the De potentia of Thomas Aquinas in Light of the Dogmatik of Paul Tillich, 1993